# 迪爾娜·弗利波
迪爾娜·弗利波（1994年8月11日—），小名Diana，為泰法混血女演員。2022年與泰國第3電視台的合約到期後成為自由藝人。

## 早期生活
Diana於1994年8月11日出生於泰國烏隆他尼，有一個雙胞胎哥哥。國小至國中就讀於家鄉的Don Bosco Wittaya School，高中畢業於Udonpittayanukoon School。2017年11月20日正式於泰國農業大學的人文學院取得學士學位。

## 演藝經歷
從小就對表演情有獨鍾的Diana，夢想是成為一名出色的演員，因此她高中畢業後，就前往曼谷參加電視劇《保留丈夫》的試鏡，並幸運獲得該劇的演出機會。
2016年首次在戲劇《焚心傲情》中擔任主演。
2022年9月，Diana於個人社群平台上表示，她與三台的合約已到期，並不再續約，今後將以自由藝人的身分活動。

## 個人生活

### 副業
2019年6月，創立手工甜點品牌Dialicious。
2022年1月，開設咖啡店Er Te Cafe。

## 影視作品

### 電視劇
| 首播年份 | 戲名                  | 戲名     | 播放平台    | 角色                      | 備註 |
| 首播年份 | 譯名                  | 原文名   | 播放平台    | 角色                      | 備註 |
| 2014年   | 《保留丈夫2014》      |          | Ch3Thailand | Koy                       | 配角 |
| 2015年   | 《綠野心蹤2015》      |          | Ch3Thailand | Nong                      | 配角 |
| 2016年   | 《焚心傲情》          |          | Ch3Thailand | Mintra （Kratin）         | 主演 |
| 2017年   | 《天鵝套索》          |          | Ch3Thailand | Nong                      | 配角 |
| 2018年   | 《虎將》              |          | Ch3Thailand | Pinmook                   | 主演 |
| 2018年   | 《虎將》              | Tiang Ju | Ch3Thailand |                           | 主演 |
| 2019年   | 《騙心計》            |          | Ch3Thailand | Neerapa                   | 主演 |
| 2019年   | 《虔誠的祈禱》        |          | Ch3Thailand | Rosawan                   | 主演 |
| 2019年   | 《虔誠的祈禱》        | Nim      | Ch3Thailand |                           | 主演 |
| 2021年   | 《救救我鬼先生》      |          | Ch3Thailand | Mutita （Mu）             | 主演 |
| 2022年   | 《金娜麗花紋》        |          | Ch3Thailand | Madame Clara              | 配角 |
| 2024年   | 《金色宮殿》          |          | One 31      | Roithong Worathip（Song） | 主演 |
| 2025年   | 《Pha Daeng Nang Ai》 |          | One 31      |                           | 主演 |

### 網路劇
| 首播年份 | 戲名           | 戲名   | 播放平台 | 角色 | 備註 |
| 首播年份 | 譯名           | 原文名 | 播放平台 | 角色 | 備註 |
| 待公布   | 《普蘭卡詛咒》 |        | MONOMAX  |      | 主演 |

## 音樂錄影帶
| 年份   | 歌名                                   | 歌手                                              | 備註  | 合作藝人        |
| 2011年 | Ruk ...Jud Hai                         | Potato                                            | [ 4 ] |                 |
| 2014年 | Mai Wang Keu Kaw Ang Kaung Kon Mot Jai | Nararak Jaibumrung（Ten） Porntip Papanai（Ploy） | [ 5 ] |                 |
| 2017年 | 親愛的你                               | Vudtinun Bhirombhakdi （Joop）                    | [ 6 ] | 辰塔維·塔納西維 |
| 2021年 | 迷路                                   | Clash                                             | [ 7 ] |                 |

## 獎項與提名
| 年份 | 頒獎典禮                                    | 獎項                   | 入圍作品     | 結果 | 來源 |
| 2014 | Siamdara Stars Awards 2014 （暹羅之星2014） | 最佳新人女演員         | 《保留丈夫》 | 提名 |      |
| 2016 | The 4th Ganesha Award                       | 傑出新星女演員         | 《綠野心蹤》 | 獲獎 |      |
| 2017 | Maya Awards 2017                            | 最受歡迎後起之秀女演員 | 《焚心傲情》 | 提名 |      |
| 2017 | Maya Awards 2017                            | 最受觀眾歡迎女星       | 《焚心傲情》 | 提名 |      |

## 外部連結
- 迪爾娜·弗利波的Facebook專頁（泰文）
- 迪爾娜·弗利波的Instagram帳戶（泰文）
- 迪爾娜·弗利波的X（前Twitter）（泰文）
- YouTube上的迪爾娜·弗利波頻道（泰文）